# Tohayana
Tohayana är en ort i Mexiko.   Den ligger i kommunen Guadalupe y Calvo och delstaten Chihuahua, i den västra delen av landet, 1 200 km nordväst om huvudstaden Mexico City. Tohayana ligger 346 meter över havet och antalet invånare är 153.
Terrängen runt Tohayana är kuperad åt sydväst, men åt nordost är den bergig. Tohayana ligger nere i en dal. Runt Tohayana är det glesbefolkat, med 9 invånare per kvadratkilometer. Tohayana är det största samhället i trakten. I omgivningarna runt Tohayana växer i huvudsak lövfällande lövskog.